# M1 Music Awards
M1 Music Awards — щорічна музична премія, започаткована телеканалом «М1» в 2015 році. Премія спрямована на визначення видатних досягнень у музичній індустрії та визнання особистого вкладу у розвиток вітчизняного шоу-бізнесу. Окрім цього, M1 Music Awards визначає кращих фахівців у створенні і просуванні аудіовізуального продукту. За п’ять років свого існування премія встигла стати справжнім трендсеттером в українському шоу-бізнесі. Самій церемонії та вражаючому гала-концерту за традицією передує зірковий “червоний хідник”, яким кожного року проходить кілька сотень вітчизняних селебрітіз. Переможці премії визначаються за кількістю переглядів кліпів на телеканалі.

## Історія премії
Телеканал М1 — єдиний в Україні телеканал, який започаткував власну музичну премію.
М1 Music Awards щороку називає найкращих артистів шоу-бізнесової індустрії. Переможців визначають рейтингові показники кліпів в ефірі.
Церемонія нагородження щороку супроводжується грандіозним шоу за участю топових виконавців країни. Такої кількості знаменитостей, як М1 Music Awards, не збирає жодна шоу-бізнесова подія в Україні.
Трансляція шоу в ефірі М1 досягає рекордних рейтингових показників.
У 2015 році відбулася перша церемонія «М1 Music Awards. Big Bang», яка здивувала Україну фантастичними постановками та небаченими спецефектами.
«М1 Music Awards. Yin:Yang» — друга грандіозна церемонія нагородження, що вразила непередбачуваними дуетами виконавців у концепції «Інь:Ян».
9 грудня 2017 року з грандіозним розмахом відбулася третя церемонія «М1 Music Awards. ІІІ елемент». Окрім феєричних постановок та спецефектів, дійство здивувало ще й доповненою віртуальною реальністю.
Четверта церемонія нагородження премії «M1 Music Awards» – «M1 Music Awards. 4 Seasons» – відбулася 1 грудня 2018 року. Музичним продюсером премії стала відома співачка, володарка чотирьох нагород «М1 Music Awards» Тіна Кароль. Одним із нововведень «М1 Music Awards. 4 Seasons» стали спеціальні відзнаки-”ордени”, які знаходили своїх почесних володарів щосезону.
5-та ювілейна премія «М1 Music Awards» продемонструвала результат роботи за останні 5 років. За цей час каналу вдалося створити своєрідну еко-систему, яка знаходить, розвиває та мотивує музикантів. Музичним підсумком року, безперечно, є премія  «М1 Music Awards». Премія, яка поєднує в собі мотивуючий момент у вигляді церемонії нагородження та грандіозне інноваційне технологічне шоу, яке реалізовують кращі творчі та технічні фахівці української шоу-індустрії.

## Список церемоній
| Рік  | Дата         | Назва                              | Хіт року                   |
| ---- | ------------ | ---------------------------------- | -------------------------- |
| 2015 | 26 листопада | M1 Music Awards. Big Bang. Початок | «Имя 505» — Время и Стекло |
| 2016 | 10 грудня    | M1 Music Awards. Інь Янь           | «Умамы» — Потап і Настя    |
| 2017 | 9 грудня     | M1 Music Awards. III Елемент       | «Туманы» — Макс Барських   |
| 2018 | 1 грудня     | M1 Music Awards. 4 сезони          | «Плакала» — KAZKA          |
| 2019 | 30 листопада | M1 Music Awards. П'ять             | «Дим» — Время и Стекло     |

## Категорії нагород

### PRO-PARTY
У рамках підготовки до церемонії “M1 Music Awards”щорічно, починаючи з 2015 року (року заснування премії) організатори музичної премії — телеканал М1 і компанія “Таврійські Ігри” обирають найкращих професіоналів українського шоу-бізнесу. 
Номінації PRO-PARTY: кліпмейкер, хореограф, монтаж, менеджмент артиста, оператор-постановник, постпродакшн, саундпродюсер, продюсер, піар-менеджмент, промокампанія туру.

## Найбільш номіновані та премійовані артистів
Станом на 2018 рік, найбільшу кількість нагород має Тіна Кароль — 6 статуеток. За нею йде гурт Время и Стекло (5), дует Потап и Настя і Дмитро Монатик (по 4), а також, Світлана Лобода, The Hardkiss, Макс Барських мають по 3 нагороди.
Загально, найбільшу кількість номінацій, станом на 2019 рік, мають Время и Стекло (17), Тіна Кароль (15), Дмитро Монатик (13) і Потап и Настя (9). Найбільше номінацій і жодної перемоги мають Наталія Могилевська, Злата Огнєвіч, Ольга Цибульська — 5 номінацій.
Учасники за кількістю номінацій (станом на 2019 рік)
17 номінацій
- Время и Стекло

15 номінацій
- Тіна Кароль

13 номінацій
- Монатик Дмитро Сергійович

9 номінацій
- Потап и Настя
- Полякова Ольга Юріївна

8 номінацій
- NK
- Mozgi

7 номінацій
- Світлана Лобода
- The Hardkiss
- Мішель Андраде

6 номінацій
- Макс Барських
- Олег Винник

5 номінацій
- Alekseev
- DZIDZIO
- MARUV
- Наталія Могилевська
- Злата Огнєвіч
- Ольга Цибульська

## Виступи
| Рік  | Виконавець |
| ---- | --- |
| 2015 | Время и стекло Еріка Іван Дорн Ірина Білик Макс Барських Наталія Могилевська Оля Полякова Тіни Кароль Caffeine DZIDZIO Jamala Loboda MONATIK Mozgi Quest Pistols Show NikitA                                                                            |
| 2016 | Віра Брежнєва Время и Стекло Іван Дорн Ірина Білик Макс Барських Наталія Могилевська Олег Вінник Оля Полякова Потап і Настя Тетяна Решетняк ТІК Тіна Кароль Alekseev DZIDZIO Green Grey Jamala LOBODA MONATIK Mozgi Open Kids Quest Pistols Show REAL O |
| 2017 | ВВ Время и Стекло Макс Барських Наталка Карпа Наталя Могилевська Олександр Пономарьов Оля Полякова Оля Цибульська Поліграф Шарикоff Тіна Кароль Alekseev Alyosha Dan Balan Michelle Andrade Mozgi The Hardkiss Yall feat Gabriella                      |
| 2018 | Антитіла Время и стекло Ірина Білик Мішель Андраде Олександр Пономарьов Оля Цибульська Тіна Кароль Alekseev Alyosha Funking smoothie KADNAY KAZKA MARUV MONATIK MOZGI Nikita Lomakin NK Настя Каменських The Hardkiss                                   |
| 2019 | NK Melovin Антитіла Олег Винник Мішель Андраде Сергій Бабкін Тіна Кароль MOZGI Nikita Lomakin Nikita Lomakin і Мішель Андраде Alyona alyona Артем Пивоваров Время и Стекло Dan Balan і Тіна Кароль Monatik                                              |